# Trzemeśnianka
Trzemeśnianka – potok będący prawym dopływem Raby. Powstaje w miejscowości Poręba z połączenia potoku Kamieniczanka spływającego spod Przełęczy Suchej z innym nienazwanym potokiem spływającym spod północnych stoków Działka. Obydwa te potoki spływają z wzniesień Pasma Lubomira i Łysiny, które według regionalnego podziału Polski Jerzego Kondrackiego zaliczane są do Beskidu Wyspowego. Tak więc Trzemeśnianka tylko swoje górskie źródła ma w Beskidzie Wyspowym, płynie zaś głównie przez Pogórze Wiśnickie. Płynie przez podłoże zbudowane z piaskowców oraz łupków istebniańskich.
Trzemeśnianka od Poręby do ujścia ma długość ok. 7 km. Spływa w północnym kierunku poprzez miejscowości Trzemeśnia, Łęki, Osieczany i Droginia, w której na wysokości 270 m uchodzi do Jeziora Dobczyckiego na Rabie. Powierzchnia zlewni Trzemeśnianki wynosi 29,1km². Głównymi jej dopływami są potoki Kamieniczanka i Zasanka. Charakteryzuje się dużą ruchliwością i szybko reaguje na opady. Na przełomie okresu zimowego i letniego (czyli marzec i kwiecień) występuje tzw. zasilanie roztopowe, natomiast w porze letniej zasilanie deszczowe, co wpływa korzystnie na roślinność. Regulacja rzeki chroni zbocza przed niszczeniem w czasie dużych opadów. Płynie przez tereny silnie zabudowane i użytkowane rolniczo. W latach 2002 i 2005 badano jej stan sanitarny. W wyniku badań Trzemeśnianka zaliczona została do grupy cieków o czystej wodzie, a stężenia w niej związków biogennych nie stanowiło zagrożenia dla wód Zbiornika Dobczyckiego.